# Sventevith (Storming near the Baltic)
Sventevith (Storming near the Baltic) is het debuutalbum van de Poolse band Behemoth. De muziek op het album is rauwe black metal.

## Tracklist
1. Chant of the Eastern Lands - 5:27
2. The Touch of Nya - 0:52
3. From the Pagan Vastlands - 4:24
4. Hidden in a Frog - 6:45
5. Ancient - 1:57
6. Entering the Faustian Soul - 5:28
7. Forgotten Cult of Aldaron - 4:32
8. Wolves Guard My Coffin - 4:26
9. Hell Dwells in Ice - 5:45
10. Transylvanian Forest - 4:53